# لیکشور، شهرستان فرسنو، کالیفرنیا
لیکشور (به انگلیسی: Lakeshore) یک منطقهٔ مسکونی در ایالات متحده آمریکا است که در شهرستان فرسنو، کالیفرنیا واقع شده‌است. لیکشور ۲٬۱۳۲ متر بالاتر از سطح دریا واقع شده‌است.